# Oruro (departement)
Oruro is een van de negen departementen van Bolivia. Het heeft een oppervlakte van 53.588 km² en het telt
494.178 inwoners (2012). De hoofdstad van dit departement is de stad Oruro. Zowel Spaans als Aymara en Quechua worden hier gesproken.
Het departement grenst in het noorden aan La Paz, in het oosten aan Cochabamba, in het zuidoosten aan Tarija en aan Chili in het westen.

## Bestuurlijke indeling
Het departement is verdeeld in zestien provincies. Achter elke provincie wordt de hoofdplaats genoemd.
| Nr.                                     | Provincie            | Inwoners | Oppervlakte | Gemeenten | Hoofdplaats              | Inwoners |
| --------------------------------------- | -------------------- | -------- | ----------- | --------- | ------------------------ | -------- |
| 1                                       | Atahuallpa           | 10.924   | 5.885 km²   | 3         | Sabaya                   | 8.018    |
| 2                                       | Carangas             | 11.071   | 5.472 km²   | 2         | Corque                   | 9.221    |
| 3                                       | Cercado              | 309.277  | 5.766 km²   | 4         | Oruro                    | 302.643  |
| 4                                       | Eduardo Avaroa       | 33.248   | 4.015 km²   | 2         | Challapata               | 28.304   |
| 5                                       | Ladislao Cabrera     | 14.678   | 8.818 km²   | 2         | Salinas de Garcí Mendoza | 11.878   |
| 6                                       | Litoral de Atacama   | 10.409   | 2.894 km²   | 5         | Huachacalla              | 1.003    |
| 7                                       | Nor Carangas         | 5.502    | 870 km²     | 1         | Huayllamarca             | 5.502    |
| 8                                       | Pantaléon Dalence    | 29.497   | 1.210 km²   | 2         | Huanuni                  | 24.677   |
| 9                                       | Poopó                | 16.775   | 3.061 km²   | 3         | Poopó                    | 7.587    |
| 10                                      | Puerto de Mejillones | 2.076    | 785 km²     | 3         | La Rivera                | 509      |
| 11                                      | Sajama               | 9.390    | 5.790 km²   | 2         | Curahuara de Carangas    | 4.183    |
| 12                                      | San Pedro de Totora  | 5.531    | 1.487 km²   | 1         | Totora                   | 5.531    |
| 13                                      | Saucarí              | 10.149   | 1.671 km²   | 1         | Toledo                   | 10.149   |
| 14                                      | Sebastián Pagador    | 13.153   | 1.972 km²   | 1         | Santiago de Huari        | -        |
| 15                                      | Sud Carangas         | 7.231    | 3.536 km²   | 2         | Santiago de Andamarca    | 5.215    |
| 16                                      | Tomas Barrón         | 5.267    | 356 km²     | 1         | Eucaliptus               | 5.267    |
| Bron: Inwoners van de provincies (2012) |                      |          |             |           |                          |          |

| Detailkaart |
| ----------- |
|             |
| Provincies  |